# Bahnhof Vienenburg
Der Bahnhof Vienenburg bildete einen Eisenbahnknoten im nördlichen Harzvorland, der heute zumindest noch ansatzweise besteht. Der Bahnhof besitzt eines der ältesten heute noch vorhandenen Empfangsgebäude in Deutschland. Bahnhofsgebäude, der angrenzende Kaisersaal und ein Stellwerk im Güterbahnhof sind denkmalgeschützt.

## Lage
Der Bahnhof befindet sich nur wenige Meter nördlich des Ortszentrums Vienenburgs, einem Ortsteil von Goslar, nahe dem kleinen Fluss Radau. Nördlich des Bahnhofareals befindet sich der Vienenburger See, und noch etwas weiter nordwestlich erhebt sich der Höhenzug Harly-Wald.
Der Bahnhof liegt heute im Schnittpunkt der Bahnstrecken Braunschweig–Bad Harzburg, Ilsenburg–Vienenburg und Vienenburg–Goslar.
Heute stillgelegt sind der Abschnitt Wasserleben–Vienenburg der Bahnstrecke Halle–Vienenburg und die Strecke nach Langelsheim.

## Geschichte
Die vom damaligen Braunschweiger Hauptbahnhof zunächst bis Wolfenbüttel führende Herzoglich Braunschweigische Staatseisenbahn, zu der die Arbeiten am 1. August 1837 begannen, war die erste Bahnstrecke im Herzogtum. Die Strecke wurde über Börßum, Schladen und Vienenburg weiter nach Bad Harzburg geführt und am 1. Dezember 1838 in Betrieb genommen. Gleichzeitig mit der Verlegung der Gleise erfolgte auch der Bau der an der Strecke gelegenen Bahnhöfe mit ihren Empfangsgebäuden. Von 1867 bis 1967 war der Bahnhof ein Inselbahnhof, was heute nur noch in Ansätzen erkennbar ist.

## Beschreibung

### Empfangsgebäude

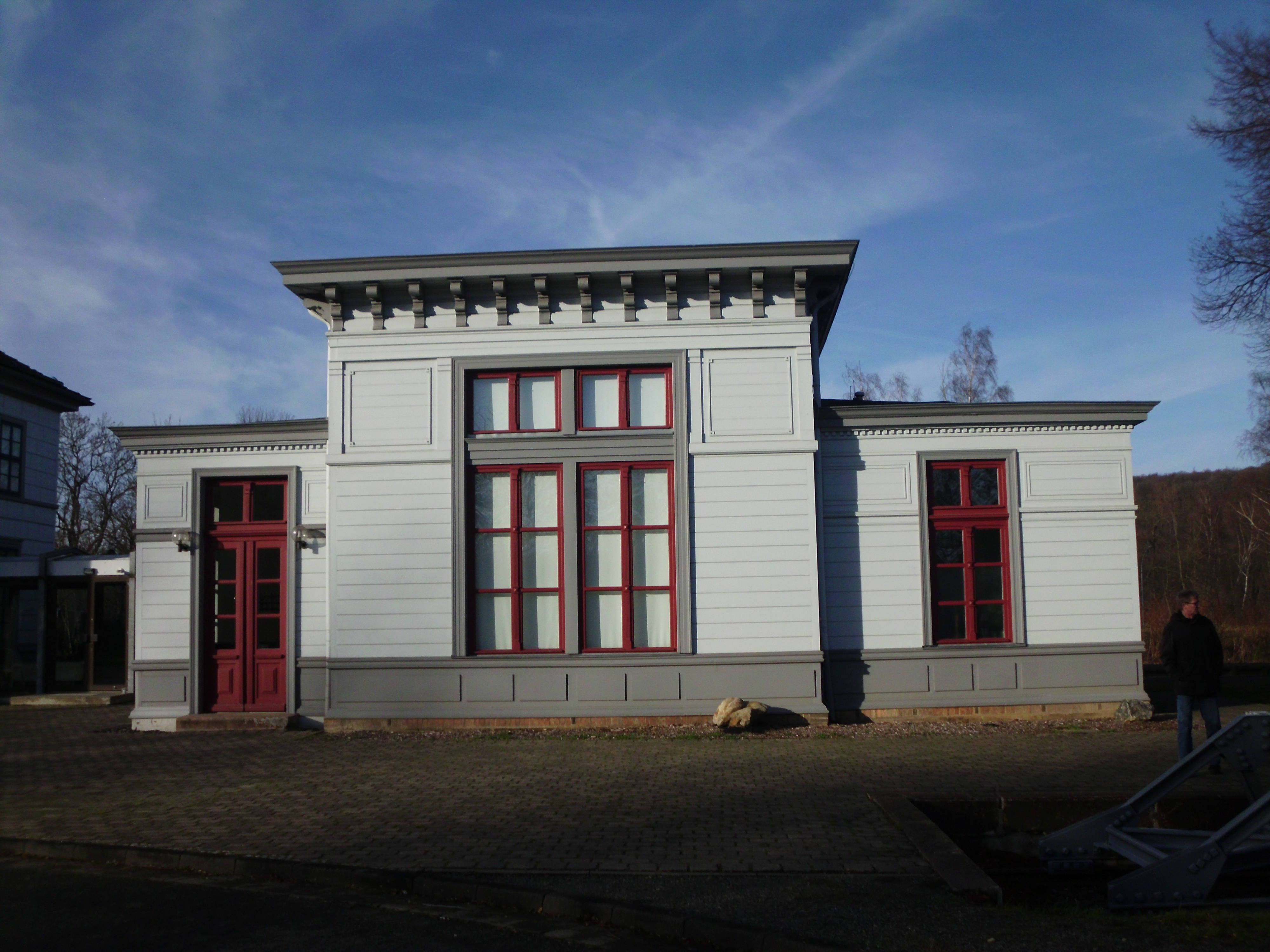
Gebäude des Kaisersaals

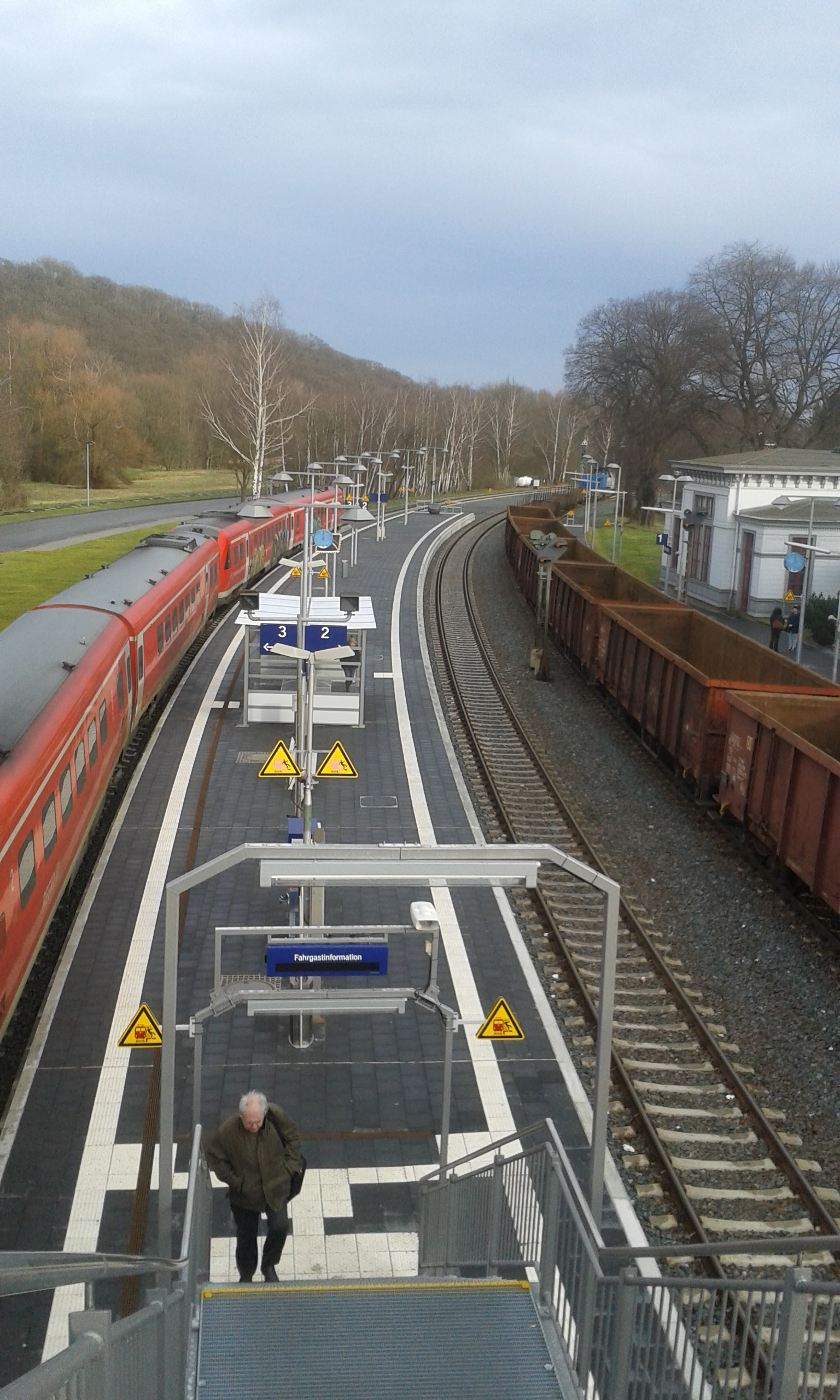
Der Inselbahnsteig nach der Modernisierung im Januar 2015

Das in den Jahren 1838 bis 1840 erbaute Empfangsgebäude besteht aus einem langgestreckten, annähernd rechteckigen Baukörper (der Mitteltrakt ist in der Bauflucht geringfügig zurückversetzt) mit zwei Vollgeschossen und einem ziegelgedeckten Walmdach. Der Steinbau besitzt 13 Fensterachsen und beidseitig mittige Türdurchgänge im Erdgeschoss, durch die ein Zugang vom Bahnhofsvorplatz über den Wartesaal bis hin zum Hausbahnsteig führt.
Ursprünglich war das Gebäude baugleich mit dem zeitgleich entstandenen Empfangsgebäude des elf Kilometer nördlich von Vienenburg gelegenen Bahnhof Schladen. Im Unterschied zum bis heute weitgehend im Originalzustand erhaltenen Schladener Bahnhofsgebäude wurde das in Vienenburg erheblich umgebaut und erweitert. Unter anderem wurden der zunächst eingeschossige Mittelteil um eine weitere Etage ergänzt, später kamen mehrere Anbauten hinzu.
Neben dem Bahnhofsgebäude und mit diesem durch einen Gang verbunden befindet sich das Gebäude des sogenannten Kaisersaals, in dem Wilhelm I., seinerzeit König von Preußen und in Personalunion Deutscher Kaiser Wilhelm I., bei seinem Aufenthalt in Vienenburg am 15. August 1875 verweilte. Der Saal kann heute für Feiern angemietet werden.
Das Hauptgebäude des Bahnhofs beherbergt ein Café, die örtliche Bücherei, die Touristeninformation und Räume des Eisenbahnmuseums. (Stand 2013)

### Stellwerke

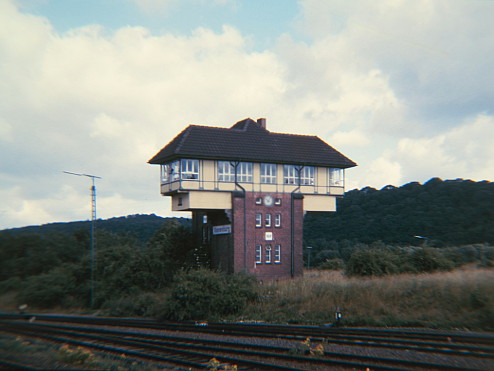
Das ehemalige Fahrdienstleiterstellwerk Vof wurde 1989 stillgelegt

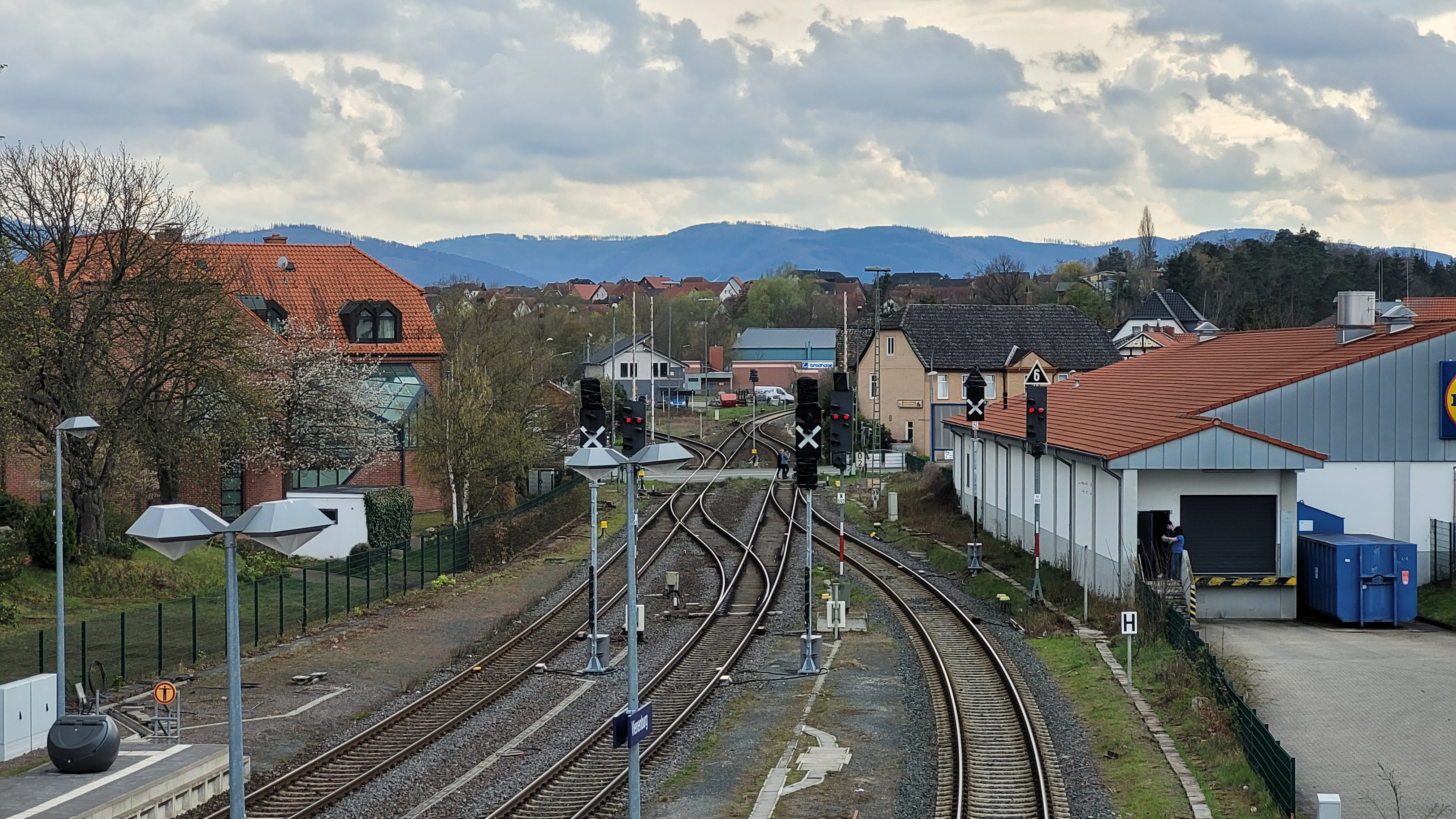
Bahnhof Vienenburg Richtung Süden mit in Bau befindlichen Ks-Signalen, 2023

Im Bahnhofsumfeld befanden sich früher insgesamt sechs Stellwerke, die heute nahezu alle abgebrochen sind.
Hervorzuheben ist dabei das T-förmige ehemalige Fahrdienstleiter-Stellwerk Vmi aus dem Jahr 1926 (später Vmf und zuletzt Vof), das sich im Bereich des früheren Güterbahnhofs befindet und heute leer steht.
Die Arbeit der ehemaligen Stellwerke hat ab 1989 ein neues Drucktastenstellwerk westlich des alten Empfangsgebäudes übernommen. Das Drucktastenstellwerk wird bis Ende 2023 stillgelegt, die Signale werden künftig über ein Digitales Stellwerk aus Göttingen ferngesteuert.

### Gleisanlagen
Die Gleisanlagen beschreiben im Bereich Vienenburg einen langgestreckten Bogen von Südwesten nach Osten, der das Zentrum des Ortes umrundet.
Der Bahnhof besitzt heute drei Durchgangsgleise, von denen sich eines am Hausbahnsteig befindet und die beiden anderen beiderseits des Mittelbahnsteigs liegen, der über eine Brücke zu erreichen ist. Das dritte Bahnhofsgleis wurde 1996 mit Inbetriebnahme der Strecke nach Ilsenburg wieder errichtet, nachdem es wenige Jahre zuvor entfernt worden war.

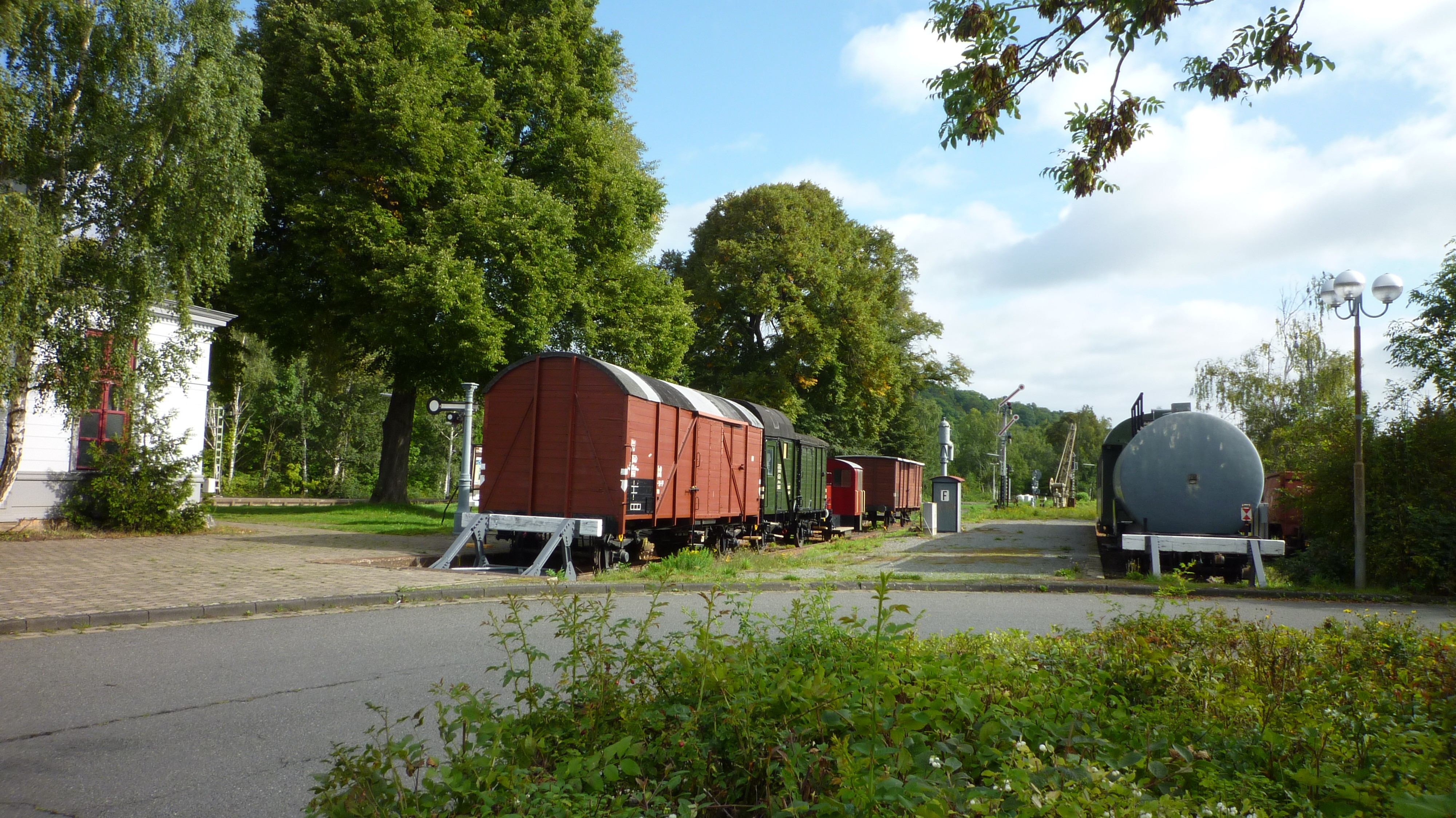
Außengelände des Eisenbahnmuseums

Weitere ehemalige Rangier- und Abstellgleise auf der Südostseite des Empfangsgebäudes werden heute vom örtlichen Eisenbahnmuseum genutzt. Zu den Hauptgleisen des Bahnhofs besteht inzwischen keine Verbindung mehr, die entsprechende Weiche im Ostkopf wurde ausgebaut.
Unmittelbar südlich des Personenbahnhofs gabeln sich die eingleisigen Strecken nach Goslar und Bad Harzburg. Von letzterer zweigt ganz im Süden des Bahnhofs noch ein Gleisanschluss ab.
Die Strecken nach Braunschweig (zweigleisig) und Halberstadt (eingleisig) verzweigen sich unweit des ehemaligen Güterbahnhofs, rund 1,7 Kilometer östlich des Hauptgebäudes unter der Autobahnbrücke der A 36.

### Beifahranlage
In den Gleisen 1 und 2 wurde 2016 eine Beifahranlage in Betrieb genommen, die es ermöglicht die Züge der RB 42 und 43 im Flügelzugbetrieb verkehren zu lassen. Zu diesem Zweck wurden in Höhe der Fußgängerbrücke an beiden Gleisen in Fahrtrichtung Norden Zugdeckungssignale eingebaut. Das Kuppeln der einzelnen Zugteile in Fahrtrichtung Braunschweig findet üblicherweise in Gleis 1 statt, während das Gleis 2 etwa zeitgleich zum Trennen der in Richtung Harz fahrenden Gegenzüge genutzt wird.
Gleis 3 wurde nicht angepasst, da das südliche Weichenvorfeld von Vienenburg keine direkten Zugfahrten aus diesem Gleis in Richtung Bad Harzburg ermöglicht.

## Verkehrsanbindung

### Regionalverkehr
Am Bahnhof Vienenburg halten Züge von erixx und Regionalverkehre Start Deutschland. Eingesetzt werden seit 13. Dezember 2015 nur noch Dieseltriebwagen der Baureihen 622, 640 und 648.
Von Freitag bis Sonntag besteht seit dem 11. Dezember 2005 mit dem Harz-Berlin-Express eine umsteigefreie Fernverbindung in Richtung Potsdam und Berlin.
Die Züge der RB 42 und 43 verkehren zwischen Braunschweig und Vienenburg als ein gemeinsamer Zugverband. In Vienenburg werden die in Richtung Harz fahrenden Zugteile getrennt, wobei der vordere Triebwagen üblicherweise als RB 43 nach Goslar weiterfährt, während der hintere Zugteil als RB 42 in Bad Harzburg endet. In der Gegenrichtung wird in Vienenburg der von Goslar kommende Zugteil auf den zuvor von Bad Harzburg eingefahrenen Triebwagen aufgekuppelt.
| Linie                    | Linienverlauf                                                                                           | Takt (min)        | EVU   |
| ------------------------ | --- | ----------------- | ----- |
| HBX                      | Goslar – Vienenburg – Wernigerode – Halberstadt – Magdeburg – Brandenburg – Potsdam – Berlin Ostbahnhof | einzelnes Zugpaar | start |
| RE 4                     | Goslar – Vienenburg – Ilsenburg – Wernigerode – Halberstadt – Aschersleben – Sandersleben – Halle       | 120               | start |
| RE 21                    | Goslar – Vienenburg – Ilsenburg – Wernigerode – Halberstadt – Oschersleben – Osterweddingen – Magdeburg | 120               | start |
| RB 42                    | Bad Harzburg – Vienenburg – Schladen – Börßum – Wolfenbüttel – Braunschweig                             | 060               | erixx |
| RB 43                    | Goslar – Oker – Vienenburg – Schladen – Börßum – Wolfenbüttel – Braunschweig                            | 060               | erixx |
| Stand: 10. Dezember 2023 | |                   |       |

### Öffentlicher Nahverkehr
Im Zweistundentakt verkehrt der Landesbus 210 vom Bahnhofsvorplatz nach Halberstadt über Osterwieck und Dardesheim. Durch die Buslinie 821 der HarzBus GbR existiert eine Verbindung nach Bad Harzburg über Lochtum, Bettingerode und Westerode.

### Modernisierung
Seit März 2014 fanden in Vienenburg im Rahmen des Programmes „Niedersachsen ist am Zug II“ (NIAZ II) umfangreiche Bauarbeiten statt. Dazu gehörte der Bau von zwei Fahrstühlen, die Erhöhung der Bahnsteigkanten auf 55 Zentimeter, der Neubau der Beleuchtungsanlage am Bahnhof sowie das Errichten von zwei Wetterschutzhäuschen und die Montage von Abfallbehältern, Uhren und Informationskästen. Die Modernisierung kostete ungefähr 2,7 Millionen Euro und wurde unter anderem von der Deutschen Bahn, vom Staat und vom Zweckverband Großraum Braunschweig (ZGB) bezahlt.
Im Mai 2016 wurde die Modernisierung der Bahnsteige mit der Inbetriebnahme der Aufzüge abgeschlossen.
Am 31. März 2017 wurde ein Video-Reisezentrum in Betrieb genommen.

## Eisenbahnmuseum

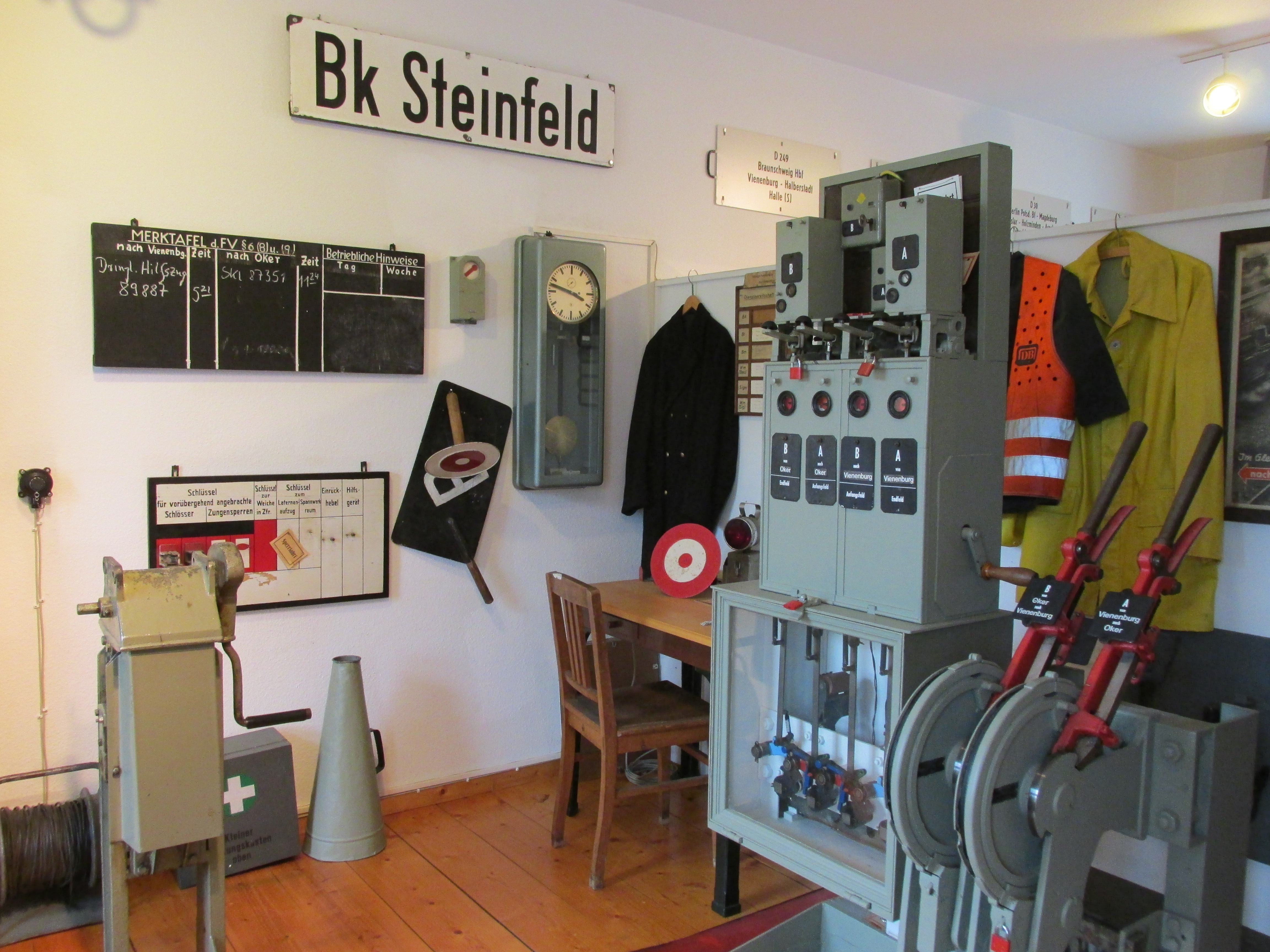
Blick in die Sammlung des Eisenbahnmuseums

Das Eisenbahnmuseum Vienenburg befindet sich auf dem nordöstlich des Empfangsgebäudes auf heute bahntechnisch nicht mehr genutztem Gebiet mit den noch vorhandenen Abstell- und Rangiergleisen sowie noch bestehenden und überwiegend vom Museum genutzten ehemaligen Bahngebäuden und -anlagen.
Das Museum besitzt mit der Lokomotive 52 1360 eine betriebsfähige Dampflok der Baureihe 52, die 1943 in den Borsigwerken in Berlin als sogenannte Kriegslokomotive gebaut wurde.

## Denkmalschutz
Das historische Bahnhofsgebäude steht heute unter Denkmalschutz. Der Bahnhof mit Empfangsgebäude und Kaisersaal steht als Ganzes („Baudenkmal Gruppe“) unter Denkmalschutz. Empfangsgebäude und Kaisersaal sind durch das Niedersächsische Amt für Denkmalpflege zudem als Einzeldenkmale ausgewiesen. Ebenfalls denkmalgeschützt ist das Stellwerk Vmi im früheren Güterbahnhof.